# David Schwarz

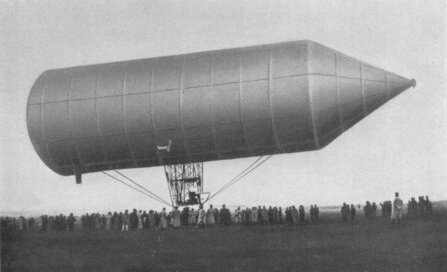
Vzducholoď Davida Schwarze

David Schwarz (7. prosince 1850, Keszthely – 13. ledna 1897, Vídeň) byl chorvatský průkopník letectví židovského původu. V roce 1896 postavil první celokovovou ztuženou vzducholoď.

## Život
David Schwarz byl obchodníkem se dřevem a velkou část svého života prožil v tehdy rakousko-uherském Záhřebu. Ačkoli neměl žádné zvláštní technické vzdělání, zabýval se vývojem různých technických vylepšení dřevoobráběcích strojů.
Počátkem 80. let 19. století musel dohlížet na těžbu dřeva v nově zakoupeném lese, bydlel tedy v blízkém srubu. Těžba se však neustále protahovala a Schwarz musel zůstat i přes zimu. I díky impulzu své ženy Melanie se David Schwarz začal zajímat o vzduchoplavbu a rozhodl se postavit vlastní vzducholoď. Sehnal si tedy všechnu dostupnou technickou literaturu po celém Záhřebu a po zimní večery ve srubu studoval.
Věděl, že pokud má být vzducholoď doopravdy řiditelná, musí mít pevnou konstrukci. Návrh vzducholodi nabídl rakousko-uherskému ministerstvu války, vzbudil sice zájem, ale pro nedostatek financí byla podpora projektu odmítnuta. Ruský vojenský atašé, technicky vzdělaný člověk, doporučil Schwarzovi, aby návrh vzducholodi představil v Sankt-Petěrburgu. Zde na návrhu pracoval dva roky. Schwarz i jeho žena tvrdili, že v roce 1893 provedli zkušební let, avšak to není spolehlivě doloženo. Není znám ani přesný důvod, proč se Schwarz poté přesunul do Německa.
V Německu Schwarz hledal vhodného zpracovatele hliníku. Základem jeho letounu byl totiž důmyslný systém žeber a nosníků vyrobených z hliníkové slitiny (duralu), který byl potažen hliníkovou fólií síly 0,18 - 0,2 milimetru. Trup byl rozdělen na 13 oddílů, takže lodi i při poškození některého z nich nehrozil pád, nejen proto Schwarz našel podporu u německé vlády.
Zde se Schwarz spojil s průmyslníkem Carlem Bergem, ten viděl ve vzducholodi možnost rozvoje své firmy díky budoucím armádním zakázkám. Konstruktéři firmy dále rozvíjeli Schwarzovy plány, podle nichž pak továrna v Werdohl-Evekingu vyráběla nosníky a žebra. V konstrukci Schwarzovi velmi pomáhal i major Hans Gross.
Vyrobené díly byly pod dohledem Schwarze převáženy do hangáru v Berlíně Tempelhofu. Zde se vzducholoď sestavovala. O vzducholoď jevila zájem armáda, zajímavostí je, že ta samá armáda před dvěma lety zamítla návrh vlastního generála Zeppelina na stavbu řiditelné vzducholodi.
V létě roku 1896 byla vzducholoď dokončena, a na první let se měl přijet podívat i císař Vilém, který se o projekt osobně zajímal a hangár několikrát navštívil. Datum startu bylo stanoveno na 27. září 1896, císař však nepřijel a let byl zrušen.
První doložený pokus o vzlétnutí se uskutečnil 8. října 1896. Použitý plyn však nebyl dostatečně čistý a díky jeho nižší nosnosti vzducholoď vzlétla jen několik metrů a provedla tak jen zkoušku motorů při upoutání na lanech. Bylo rozhodnuto o jejím naplnění kvalitnějším plynem a nových testech.
Schwarz byl v období let 1892 až 1896 velmi často na cestách; protože byl také silný kuřák jeho zdraví bylo silně podlomeno. Vynálezce zemřel 13. ledna 1897 na srdeční infarkt ve Vídni na cestě z restaurace „Zur Linde“ v době, kdy už jeho vzducholoď byla zhruba dokončena. Krátce před smrtí obdržel zprávu o tom, že vzducholoď je připravena k naplnění.
Nedočkal se tedy zkušebního letu na poli v Tempelhofu 3. listopadu 1897. Jeho žena dlouhou dobu sháněla zkušebního pilota, nakonec vzducholoď pilotoval nezkušený Ernest Jagles. Let probíhal zpočátku velmi dobře. Vzducholoď vystoupala v několika kruzích výšky 460 metrů. Prováděla požadované obraty, což z hlediska ovladatelnosti vyžadovala armáda. Poté však sklouzl řemen z náhonu jedné vrtule. Jagles ztratil kontrolu, zpanikařil a začal příliš rychle odpouštět plyn. Vzducholoď prudce narazila do země a ze stroje zůstaly trosky.
Jagles přežil bez vážnějších zranění. Schwarzova žena neprosadila další pokračování projektu i když první reakce armády na pokus byly příznivé. Ferdinand von Zeppelin, očitý svědek prvního letu, koupil od Schwarzovy vdovy za 15 tisíc marek patenty a plány na stavbu a sám začal rozvíjet vývoj a výrobu vzducholodí, které později nesly jeho jméno.